# تشدیدگر آکوستیک حجیم با پوسته جدار نازک
تشدید کننده آکوستیک حجیم لایه نازک (FBAR یا TFBAR) دستگاهی متشکل از یک ماده پیزوالکتریک است که با روش های لایه نازک بین دو الکترود رسانا – معمولاً فلزی – ساخته می شود و از نظر صوتی از محیط اطراف جدا شده است. این عملیات بر اساس پیزوالکتریک لایه پیزو بین الکترودها است

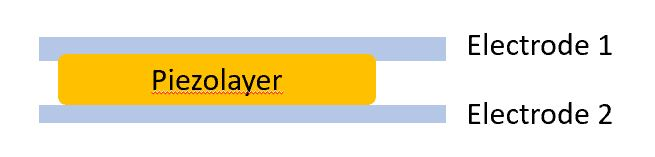
ساختار اصلی FBAR

دستگاه‌های FBAR با استفاده از فیلم‌های پیزوالکتریک با ضخامت‌های معمولاً از چند میکرومتر تا دهم میکرومتر در محدوده فرکانسی 100 تشدید می‌شوند. مگاهرتز تا 20 گیگاهرتز   تشدید کننده های FBAR یا TFBAR در دسته تشدید کننده های آکوستیک حجیم (BAW) و تشدید کننده های پیزوالکتریک قرار می گیرند و در کاربردهایی که فرکانس بالا، اندازه کوچک مانند ضخامت و/یا وزن مورد نیاز است استفاده می شوند.
حوزه‌های کاربردی صنعتی تشدید کننده‌های آکوستیک حجیم لایه نازک از فیلتر سیگنال فرکانس بالا به‌ویژه برای دستگاه‌های مخابراتی سیار، جایگزینی کریستال، بلندگوهای صوتی در سیستم‌هایی که اندازه آن‌ها مانند سمعک‌ها و حسی اهمیت دارد، متغیر است.  

## پیزوالکتریک در لایه های نازک
جهت کریستالوگرافی یک لایه نازک به ماده پیزوم انتخاب شده و بسیاری موارد دیگر مانند سطحی که فیلم روی آن رشد می کند و شرایط مختلف ساخت - رشد لایه نازک - (دما انتخاب شده، فشار، گازهای مورد استفاده، شرایط خلاء و غیره) بستگی دارد.
هر ماده ای مانند تیتانات زیرکونات سرب (PZT)  یا تیتانات باریم استرانسیم (BST)  از لیست مواد پیزوالکتریک می تواند به عنوان یک ماده فعال در یک FBAR عمل کند. با این حال، دو ماده ترکیبی نیترید آلومینیوم (AlN) و اکسید روی (ZnO) دو ماده پیزوالکتریکی هستند که بیشتر مورد مطالعه قرار گرفته اند که برای تحقق FBAR فرکانس بالا ساخته شده اند. این به دلیل این واقعیت است که کنترل خواصی مانند استوکیومتری دو ماده مرکب در مقایسه با سه ماده ترکیبی ساخته شده با روش لایه نازک آسانتر است. به عنوان مثال، مشخص است که فیلم نازک ZnO با محور C ساختار کریستالی (محور Z کریستالی) نرمال به سطح بستر، امواج طولی (L) را تحریک می کند. امواج برشی (عرضی) (S) در صورتی تحریک می شوند که محور C ساختار کریستالی فیلم 41 درجه کج شود.  همچنین ممکن است - بسته به ساختار کریستالی فیلم - که هر دو موج (L & S) برانگیخته شوند. بنابراین، درک و کنترل ساختار کریستالی فیلم پیزوالکتریک تولید شده برای عملکرد FBAR بسیار مهم است.
برای اهداف فرکانس بالا مانند فیلتر کردن سیگنال‌ها، راندمان تبدیل انرژی مهم‌ترین مورد است و بنابراین امواج طولی (L) ترجیح داده می‌شوند و مورد استفاده قرار می‌گیرند. برای اهداف سنجش و تحریک، تغییر شکل ساختاری ممکن است مهمتر از بازده تبدیل انرژی باشد و تحریک موج حالت برشی هدف تولید فیلم پیزوالکتریک خواهد بود. تنظیم فرکانس تشدید رزونانس به انتخاب مواد بستگی دارد و ممکن است مناطق کاربردی را گسترش دهد.
علیرغم ضریب جفت الکترومکانیکی کمتر در مقایسه با اکسید روی، نیترید آلومینیوم با شکاف باند وسیع‌تر به پرمصرف‌ترین ماده در کاربردهای صنعتی تبدیل شده است که به پهنای باند وسیعی در پردازش سیگنال نیاز دارد.  سازگاری با فناوری مدار مجتمع سیلیکونی از AlN در محصولات مبتنی بر تشدیدگر FBAR مانند فیلترهای فرکانس رادیویی، دوبلکسرها، تقویت کننده قدرت RF یا ماژول های گیرنده RF پشتیبانی می کند.
حسگرهای پیزوالکتریک لایه نازک ممکن است بسته به کاربرد بر اساس مواد پیزوالکتریک مختلفی باشند، اما دو ماده پیزوالکتریک مرکب به دلیل سادگی ساخت مورد علاقه هستند.

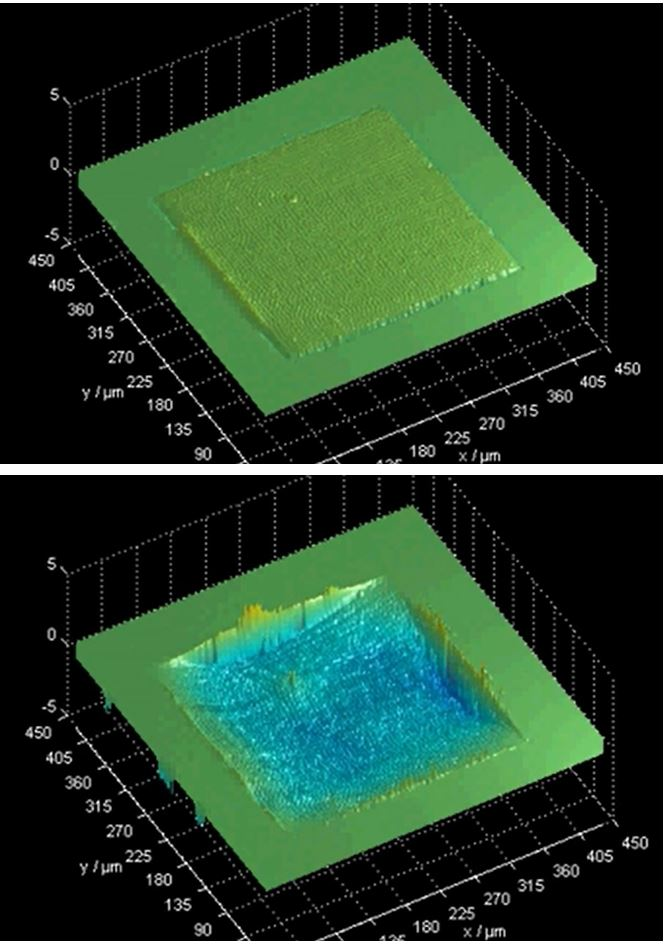
طنین انداز آکوستیک حجیم لایه نازک با طرح مربع

دوپینگ یا افزودن مواد جدید مانند اسکاندیم (Sc)  ،  جهت‌های جدیدی برای بهبود خواص مواد AlN برای FBARها هستند. تحقیقات در مورد مواد الکترود جدید یا مواد جایگزین برای آلومینیوم مانند آلومینیوم با جایگزینی یکی از الکترودهای فلزی با مواد بسیار سبک مانند گرافن  برای به حداقل رساندن بارگذاری تشدید کننده نشان داده است که منجر به کنترل بهتر فرکانس تشدید می شود.

## بسترهای تشدید کننده FBAR و کاربردهای آنها

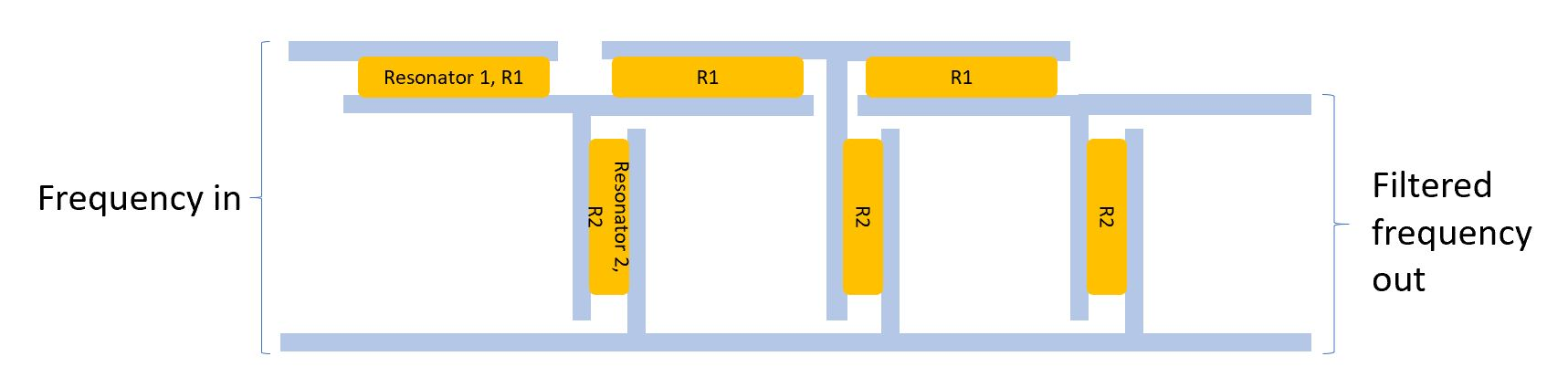
فیلتر باند گذر نوع نردبانی بر اساس تشدید کننده های FBAR. تفاوت فرکانس تشدید تشدید کننده های 1 و 2 محدوده فرکانس فرکانس هایی را که باید عبور داده شود تعیین می کند.

تشدید کننده های FBAR را می توان بر روی بسترهای سرامیکی (Al 2 O 3 یا آلومینا)، یاقوت کبود ، شیشه یا سیلیکون ساخت. با این حال ویفر سیلیکونی به دلیل مقیاس پذیری آن به سمت تولید انبوه و سازگاری با مراحل مختلف تولید مورد نیاز، رایج ترین بستر است.
در طول مطالعات اولیه و مرحله آزمایش تشدید کننده های لایه نازک در سال 1967 سولفید کادمیوم (CdS) بر روی یک قطعه رزونانسی از کریستال کوارتز حجیم تبخیر شد که به عنوان یک مبدل عمل می کرد که فاکتور Q (ضریب کیفیت) 5000 را در فرکانس تشدید (279) ارائه می کرد. مگاهرتز).  این یک عامل برای کنترل فرکانس دقیق تر، برای نیاز به استفاده از فرکانس های بالاتر و استفاده از تشدید کننده های FBAR بود. با توسعه فناوری های لایه نازک، می توان ضریب Q را به اندازه کافی بالا نگه داشت، کریستال را کنار گذاشت و فرکانس رزونانس را افزایش داد.

## حوزه های کاربردی
دستگاه های FBAR را می توان برای فیلتر فرکانس رادیویی، برای فعال کردن بلندگوهای صوتی نازک و در سنسورهای مختلف استفاده کرد.
کثر گوشی‌های هوشمند در سال 2020 حداقل دارای یک فیلتر یا دوبلکس مبتنی بر FBAR هستند و برخی از محصولات 4/ 5G حتی ممکن است شامل 20 تا 30 عملکرد مبتنی بر فناوری FBAR باشند که عمدتاً به دلیل افزایش پیچیدگی‌های الکترونیکی فرکانس رادیویی (RFFE، RF front end ) است. – هر دو مسیر گیرنده و فرستنده – و سیستم آنتن/آنتن. گرایش به استفاده کارآمدتر از طیف RF با فرکانس های بالاتر از تقریباً 1.5-2.5 گیگاهرتز و در برخی موارد نیز همزمان با افزایش توان خروجی RF از فناوری FBAR برای تبدیل شدن به یکی از فن‌آوری‌های کلیدی در تحقق ارتباطات راه دور پشتیبانی می‌کند. فناوری FBAR مکمل و در برخی موارد با فناوری امواج صوتی سطحی (SAW) رقابت می‌کند و تشدیدگرهای FBAR می‌توانند کریستال‌ها را در نوسانگرهای کریستالی و فیلترهای کریستالی در فرکانس‌های بیش از 100 جایگزین کنند. مگاهرتز
یک منطقه در حال توسعه برای تشدیدگرهای FBAR و ساختارهای مبتنی بر آنها است. اهداف اندازه گیری و همچنین احتمالاً کنترل مقدار کمی از مواد/مایعات/گاز و جایگزینی crystal(s) به صورت کوچک سازی شده در کارهای حسی و فعال سازی مختلف مانند نمایشگرهای آینه میکرو (DMD)  در دست تحقیق و توسعه هستند و همچنین برداشت انرژی با استفاده از نانو ژنراتورها

## ساختارهای اساسی

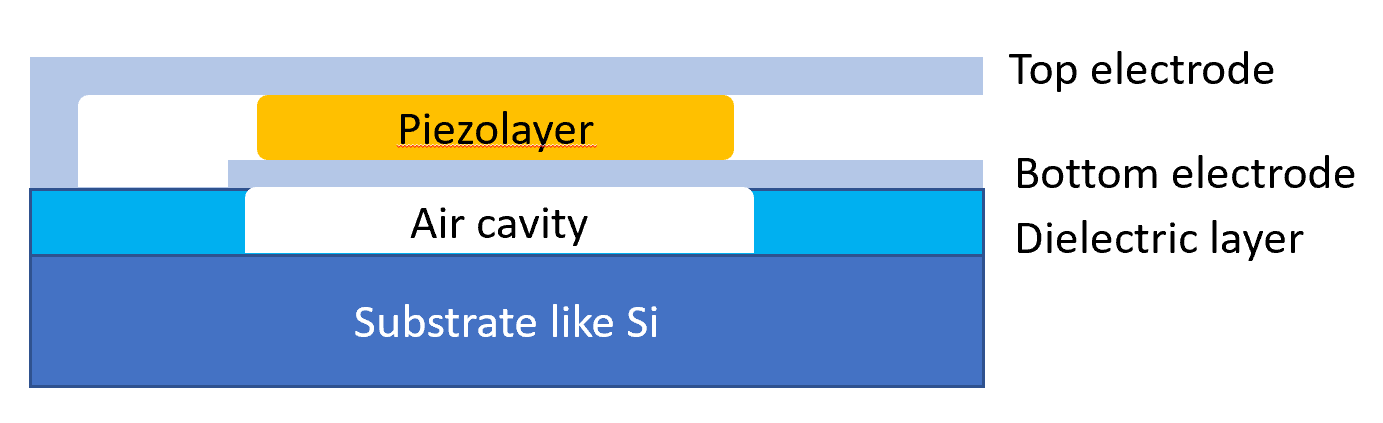
یک مقطع شماتیک از تشدید کننده FBAR ایستاده بر اساس اچ کردن میکروماشین سطح

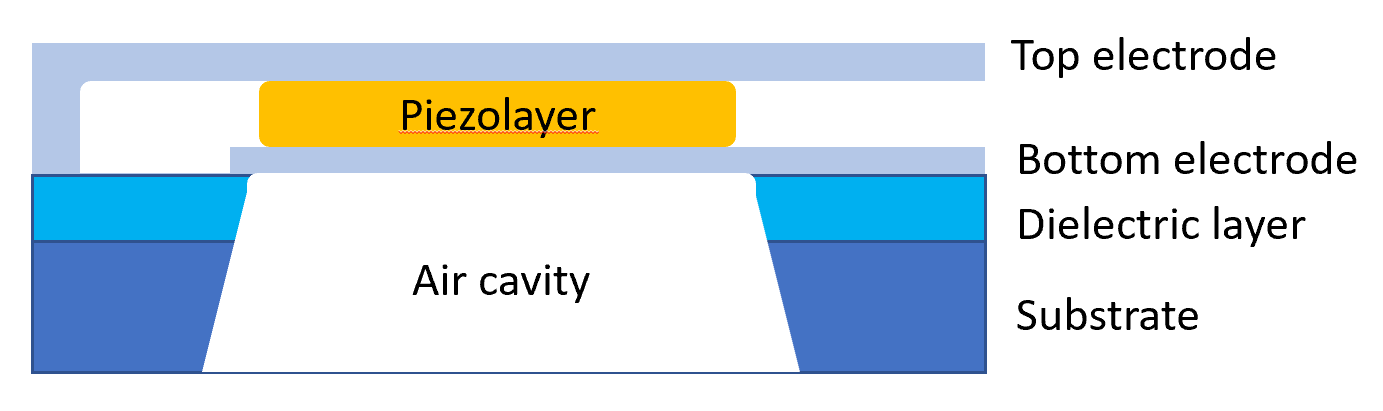
یک مقطع شماتیک از تشدید کننده FBAR ایستاده بر اساس ریزماشین کاری حجیم (از طریق زیرلایه) اچ

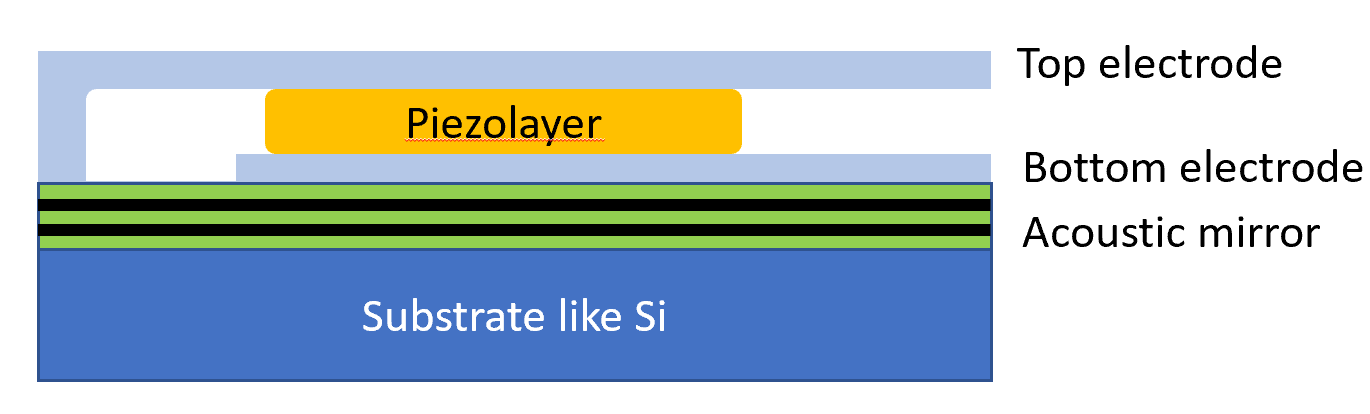
یک مقطع شماتیک از ساختار SMR

از سال 2022 دو ساختار شناخته شده برای تشدید کننده های موج آکوستیک حجیم لایه نازک (BAW) وجود دارد: تشدید کننده های ایستاده  و تشدید کننده های جامد (SMR).  در یک ساختار تشدید کننده ایستاده از هوا برای جدا کردن تشدید کننده از بستر / اطراف استفاده می شود. ساختار یک تشدید کننده مستقل بر اساس برخی از مراحل ساخت معمولی است که در سیستم های میکرو الکترومکانیکی MEMS استفاده می شود.
در ساختار SMR آینه(های) آکوستیک که یک جداسازی صوتی را بین تشدید کننده و محیط اطراف مانند زیرلایه ایجاد می کند. آینه آکوستیک (مانند بازتابنده براگ ) معمولاً از تعداد مجموع مواد با لایه‌های متناوب مواد امپدانس آکوستیک بالا و پایین تشکیل شده است. ضخامت مواد آینه نیز باید بهینه شود تا یک چهارم طول موج برای حداکثر بازتاب صوتی باشد. اصل اساسی ساختار SMR در سال 1965 معرفی شد.
تصاویر شماتیک تشدید کننده های لایه نازک تنها اصول اولیه ساختارهای بالقوه را نشان می دهد. در واقع ممکن است برخی از لایه های دی الکتریک برای عملکردهای دیگر، مانند تقویت بخش های مختلف سازه، مورد نیاز باشد. علاوه بر این، در صورت نیاز - برای ساده کردن طرح نهایی فیلتر در برنامه - ساختارهای تشدید کننده را می توان به عنوان مثال روی هم قرار داد، مانند برنامه های کاربردی فیلتر خاص. با این حال این رویکرد پیچیدگی تولید را افزایش می دهد.
برخی از الزامات عملکرد، مانند تنظیم فرکانس تشدید، ممکن است به مواد جدید، مراحل فرآیند اضافی مانند آسیاب یونی نیز نیاز داشته باشد که فرآیند تولید را پیچیده می‌کند و ممکن است بر الزامات سیستم مانند افزودن عملکرد جدید برای تولید ولتاژ تنظیم تأثیر بگذارد.
جدیدترین رویکرد برای توسعه FBARهایی با عملکرد بهتر، استفاده از AlN تک کریستالی به جای AlN پلی کریستالی و قرار دادن الکترودها در همان سمت لایه پیزو است.
به منظور تحقق ساختارهای FBAR، بسیاری از مراحل شبیه‌سازی دقیق در طول مرحله طراحی به منظور پیش‌بینی خلوص فرکانس تشدید و سایر ویژگی‌های عملکرد مورد نیاز است. در مرحله اولیه توسعه، تکنیک‌های مدل‌سازی مبتنی بر روش اجزا محدود (FEM) که برای کریستال‌ها استفاده می‌شود نیز می‌تواند برای FBARها اعمال و اصلاح شود.   چندین روش جدید مانند تداخل سنجی لیزری اسکن برای تجسم عملکرد تشدید کننده ها و کمک به بهبود طراحی (طراحی و ساختار مقطع تشدید کننده) به منظور دستیابی به خلوص تشدید و حالت های تشدید مطلوب مورد نیاز است. 

## درایورهای برنامه

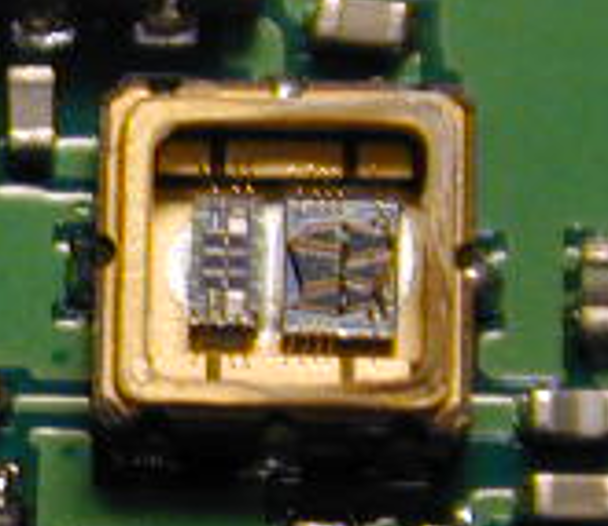
دو فیلتر FBAR روی مادربرد تلفن همراه که روی یک حامل LCC متصل شده است. این فیلترهای نردبانی از شش تشدید کننده FBAR تشکیل شده اند و فیلتر باند پایینی در سمت راست از لبه های غیر موازی برای سرکوب کاذب استفاده می کند.

در بسیاری از کاربردها، رفتار دما، پایداری در برابر زمان، قدرت و خلوص فرکانس تشدید مورد نظر، مبنای عملکرد برنامه‌های مبتنی بر تشدیدگرهای FBAR را تشکیل می‌دهد. انتخاب مواد، چیدمان و طراحی ساختارهای تشدید کننده به عملکرد تشدید کننده و عملکرد نهایی برنامه کمک می کند. عملکرد مکانیکی و قابلیت اطمینان توسط بسته بندی و ساختار تشدید کننده ها در برنامه ها تعیین می شود.
یکی از کاربردهای رایج FBAR ها فیلترهای فرکانس رادیویی (RF)  برای استفاده در تلفن های همراه و سایر برنامه های بی سیم مانند موقعیت یابی ( GPS ، Glonass ، BeiDou ، Galileo (ناوبری ماهواره ای) و غیره)، سیستم های Wi-Fi ، سلول های کوچک مخابراتی است. و ماژول هایی برای آن ها چنین فیلترهایی از شبکه ای از تشدید کننده ها (چه به صورت نیم نردبانی ، تمام نردبانی، شبکه ای ، ترکیبی از شبکه و نردبان یا توپولوژی های انباشته شده) ساخته شده اند و به گونه ای طراحی شده اند که فرکانس های ناخواسته را از انتقال در چنین دستگاه هایی حذف کنند، در حالی که به سایر دستگاه های خاص اجازه می دهند. فرکانس هایی که باید دریافت و ارسال شوند. فیلترهای FBAR را می توان در دستگاه های دوبلکس نیز یافت. فناوری فیلتر FBAR تکمیل کننده  فناوری فیلتر موج صوتی سطحی (SAW) در مناطقی است که قابلیت انتقال نیرو و تحمل تخلیه الکترواستاتیکی (ESD) مورد نیاز است. فرکانس های بیش از 1.5-2.5 گیگاهرتز برای دستگاه های FBAR مناسب است. FBAR های روی یک بستر سیلیکونی را می توان در حجم های بالا تولید کرد و ساخت با تمام روش های ساخت دستگاه های نیمه هادی پشتیبانی می شود. الزامات آتی برنامه های کاربردی جدید مانند فیلتر پهنای باند با تضعیف باند توقف تند و کمترین تلفات احتمالی درج، بر عملکرد تشدید کننده تأثیر می گذارد و مراحل توسعه مورد نیاز را نشان می دهد.
FBAR ها همچنین می توانند به عنوان سنسور استفاده شوند. به عنوان مثال، هنگامی که یک دستگاه FBAR تحت فشار مکانیکی قرار می گیرد، فرکانس تشدید آن تغییر می کند. سنجش رطوبت و ترکیبات آلی فرار (VOCs) با استفاده از FBAR ها نشان داده می شود. یک آرایه حسگر لمسی نیز ممکن است از دستگاه‌های FBAR تشکیل شده باشد، و سنجش وزنی یا جرمی می‌تواند بر اساس تشدیدگرهای FBAR باشد. 
به عنوان اجزای گسسته، قطعات مبتنی بر فناوری FBAR مانند تشدید کننده‌ها و فیلترها در قالب‌های کوچک/کوچک مانند بسته‌های سطح ویفر بسته‌بندی می‌شوند. FBAR ها همچنین می توانند با تقویت کننده های قدرت (PA) یا تقویت کننده های کم نویز (LNA) یکپارچه شوند تا یک راه حل ماژول با مدارهای الکترونیکی مربوطه را تشکیل دهند. اگرچه ثابت شده است که ادغام یکپارچه FBAR ها روی همان بستر با مدارهای الکترونیکی مانند CMOS، به چندین مرحله فرآیند اضافی و لایه های ماسک در بالای فناوری IC نیاز دارد که هزینه راه حل را افزایش می دهد.   بنابراین، راه حل های یکپارچه به اندازه راه حل های ماژول در کاربردهای تجاری پیشرفت نکرده اند. راه حل های معمول ماژول عبارتند از یک ماژول تقویت کننده قدرت - ماژول دوبلکسر (PAD) یا یک ماژول فیلتر تقویت کننده کم نویز (LNA) که در آن FBAR(s) و مدارهای مربوطه در یک بسته احتمالاً روی یک بستر ماژول جداگانه بسته بندی می شوند.
FBAR ها را می توان در ارتباطات پیچیده مانند ماژول های SimpleLink برای اجتناب از نیازهای منطقه/فضای یک کریستال بسته بندی شده خارجی ادغام کرد. بنابراین، فناوری FBAR نقش کلیدی در کوچک سازی الکترونیک به ویژه در کاربردهایی دارد که در آن به نوسان سازها و فیلترهای دقیق با کارایی بالا نیاز است.

## منظر تاریخی و صنعتی

### رزوناتورها و فیلترهای فرکانس بالا/دوبلکسرها
استفاده از مواد پیزوالکتریک لایه نازک در الکترونیک در اوایل دهه 1960 در آزمایشگاه تلفن بل/آزمایشگاه بل آغاز شد. بلورهای پیزوالکتریک قبلی توسعه یافته و به عنوان تشدید کننده در کاربردهایی مانند نوسانگرها با فرکانس تا 100 مگاهرتز مورد استفاده قرار گرفتند. نازک شدن برای افزایش فرکانس رزونانس کریستال ها اعمال شد. با این حال، محدودیت‌هایی برای نازک شدن کریستال‌ها وجود داشت و روش‌های جدید تولید لایه نازک در اوایل دهه 1970 برای افزایش دقت فرکانس تشدید و هدف‌گیری افزایش حجم تولید به کار گرفته شد.
شرکت TFR Technologies که در سال 1989 تأسیس شد، یکی از شرکت های پیشگام در زمینه تشدید کننده ها و فیلترهای FBAR بیشتر برای کاربردهای فضایی و نظامی بود. اولین محصولات در سال 1997 به مشتریان تحویل داده شد.  TFR Technologies Inc. در سال 2005 توسط TriQuint Semiconductor Inc خریداری شد. در اوایل سال 2015، RF Micro Devices (RFMD), Inc. و TriQuint Semiconductor, Inc. اعلام کردند ادغام برای تشکیل Qorvo فعال ارائه کننده محصولات مبتنی بر FBAR.
لابراتوارهای اچ پی در سال 1993 پروژه ای را بر روی FBAR ها با تمرکز بر رزوناتورها و فیلترهای مستقل آغاز کردند. در سال 1999 فعالیت FBAR به بخشی از Agilent Technologies Inc تبدیل شد که در سال 2001 25000 دستگاه دوبلکس FBAR را برای تلفن های N-CDMA تحویل داد. بعداً در سال 2005، فعالیت FBAR در Agilent یکی از فناوری‌های Avago Technologies Ltd. بود که شرکت Broadcom را در سال 2015 خریداری کرد. در سال 2016 Avago Technologies Ltd. نام خود را به Broadcom Inc تغییر داد که در حال حاضر در ارائه محصولات مبتنی بر FBAR فعال است.
Infineon Technologies AG در سال 1999 شروع به کار با SMR-FBARها کرد و در فیلترهای مخابراتی  برای برنامه های کاربردی تلفن همراه متمرکز شد. اولین محصول به Nokia Mobile Phones Ltd تحویل داده شد،  که اولین محصول تلفن همراه سه باند GSM مبتنی بر SMR-FBAR را در سال 2001 عرضه کرد. گروه فیلتر FBAR (BAW) Infineon توسط Avago Technologies Ltd در سال 2008 خریداری شد که بعداً همانطور که قبلاً توضیح داده شد بخشی از Broadcom شد.
پس از به دست آوردن تجارت فیلتر پاناسونیک در سال 2016، Skyworks Solutions به یکی از بازیگران اصلی دستگاه های BAW/FBAR علاوه بر Broadcom و Qorvo تبدیل شد.
علاوه بر این، پس از خرید بقیه هولدینگ های RF360 در سال 2019، کوالکام و کیوسرا محصولات مبتنی بر تشدید کننده لایه نازک مانند ماژول های RFFE و فیلترهای جداگانه را ارائه می دهند.
هنوز هم بسیاری از شرکت ها مانند Akoustis Technologies, Inc. (تاسیس شده در سال 2014)، Saiwei Electronics،   Texas Instruments (TI)، چندین دانشگاه و مؤسسه تحقیقاتی در حال ارائه و مطالعه برای بهبود فناوری FBAR، عملکرد آن، ظرفیت تولید، پیشرفت قابلیت‌های طراحی FBARها و کاوش در زمینه‌های کاربردی جدید به طور مشترک با سازندگان سیستم و شرکت‌های ارائه‌دهنده ابزارهای شبیه‌سازی ( Ansys ، Comsol Multiphysics، و Resonant Inc. و غیره).

### حسگرهای مبتنی بر تشدید کننده لایه نازک
از آنجا که تشدید کننده های لایه نازک می توانند جایگزین کریستال ها در حسگر شوند، بالقوه ترین ناحیه کاربرد حسگر برای تشدیدگرهای FBAR مشابه ناحیه میکروبالانس کریستال کوارتز (QCM) است. یکی از شرکت‌های پیشگام که از تشدید کننده‌های لایه نازک در حسگرها استفاده می‌کند، شرکت Sorex Sensors Ltd.  

### بلندگوها و میکروفون های مبتنی بر رزوناتور فیلم نازک
با افزودن چندین تشدید کننده فیلم نازک که به صورت موازی بر روی ساختار سیلیکونی ریز ماشینکاری شده توده متصل شده اند، ساختار می تواند به عنوان یک بلندگو عمل کند.  اجرای بلندگوی مبتنی بر FBAR می تواند بسیار نازک باشد. همچنین میکروفون های با حجم کم و نور می توانند بر اساس FBAR باشند. 

## همچنین ببینید
- رزونانس
- رزونانس آکوستیک
- امپدانس آکوستیک
- فیلتر RF و مایکروویو
- قسمت جلویی RF
- دوبلکسر
- سنسور پیزوالکتریک

## مراجع
1. ↑  Lakin, K.M.; Wang, J.S. (1981). "Acoustic Bulk Wave Composite Resonators". Applied Physics Letters. 38 (3): 125–127. Bibcode:1981ApPhL..38..125L. doi:10.1063/1.92298.
2. ↑  Lakin, K. (2003). "A review of thin-film resonator technology". IEEE Microwave Magazine. 4 (4): 61–67. doi:10.1109/MMW.2003.1266067.
3. ↑  "Intensifying Technology Competition in the Acoustic Wave Filter Market".
4. ↑  Joshi, Sanjog Vilas; Sadeghpour, Sina; Kraft, Michael (June 2023). "Low-cost piezo-MEMS speaker technology". Micro and Nano Engineering. 19. doi:10.1016/j.mne.2023.100213.
5. ↑  Matsushima, T.; et, al. (2010). "High performance 4 GHz FBAR prepared by Pb(Mn,Nb)O3-Pb(Zr,Ti)O3 sputtered thin film". IEEE International Frequency Control Symposium: 248–251.
6. ↑   {{cite book}}: Empty citation (help)
7. ↑  Voleisis, A.; et, al. (2011). "Simultaneous generation of longitudinal and shear ultrasonic waves: knowledge summary, PZT piezoelements manufacturing and experiments". Ultragarsas (Ultrasound). 66 (1): 25–31.
8. ↑  Dubois, M.-A.; Muralt, P. (1999). "Properties of aluminum nitride thin films for piezoelectric transducers and microwave filter applications". Applied Physics Letters. 74 (20): 3032–3034. Bibcode:1999ApPhL..74.3032D. doi:10.1063/1.124055.
9. ↑   {{cite book}}: Empty citation (help)
10. ↑  Liu, Y.; Cai, Y.; Zang, Y.; Tovstopyat, A.; Liu, S.; Sun, C. (2020). "Materials, Design, and Characteristics of Bulk Acoustic Wave Resonator: A Review". Micromachines. 11 (7): 630. doi:10.3390/mi11070630. PMC 7407935. PMID 32605313.
11. ↑  Knapp, M.; Hoffmann, R.; Lebedev, V.; Cimalla, V.; Ambacher, O. (2018). "Graphene as an active virtually massless topelectrode for RF solidly mounted bulkacoustic wave(SMR-BAW)resonators". Nanotechnology. 29 (10): 10. Bibcode:2018Nanot..29j5302K. doi:10.1088/1361-6528/aaa6bc. PMID 29320371.
12. ↑  Sliker, T.R.; Roberts, D.A (1967). "A thin-film CdS-quartz composite resonator". Journal of Applied Physics. 38 (5): 2350–2358. Bibcode:1967JAP....38.2350S. doi:10.1063/1.1709882.
13. ↑  See, G. C.; et, al. (2017). "Quantum dot emission modulation using photonic crystal MEMS resonators". Optics Express. 25: 25831–25841. doi:10.1364/OE.25.025831. PMID 29041246.
14. ↑  Ruby, R.; Merchant, P. (1994). "Micromachined thin film bulk acoustic resonators". IEEE International Frequency Control Symposium: 135–138.
15. ↑  Lakin, K.M.; McCarron, K.T. (1995). "Solidly Mounted Resonators and Filters". IEEE Ultrasonics Symposium: 905–908.
16. ↑  Makkonen, T.; Holappa, A.; Salomaa, M.M. (1988). "Improvements in 2D FEM modeling software for crystal resonators". Proceedings of IEEE Ulterasonic Symposium: 935–838.
17. ↑  Makkonen, T.; Holappa, A.; Ellä, J.; Salomaa, M.M. (2001). "Finite element simulations of thin-film composite BAW resonators". IEEE Transactions on Ultrasonics, Ferroelectrics and Frequency Control. 48 (5): 1241–1258. doi:10.1109/58.949733. PMID 11570749.
18. ↑  Lakin, K.M.; Wang, J.S (1980). "UHF composite bulk wave resonators". Ultrasonics Symposium Proceedings: 834–837.
19. ↑  Satoh, Y.; et, al. (2005). "Development of Piezoelectric Thin Film Resonator and Its Impaction Future Wireless Communication Systems". Japanese Journal of Applied Physics. 44 (5A): 2883–2894. Bibcode:2005JaJAP..44.2883S. doi:10.1143/JJAP.44.2883.
20. ↑  Tukkiniemi, K.; et, al. (2009). "Fully integrated FBAR sensor matrix for mass detection". Procedia Chemistry. 1: 1051–1054. doi:10.1016/j.proche.2009.07.262.
21. ↑  Aissi, M.; et., al (2006). "A 5.4GHz 0.35/spl mu/m BiCMOS FBAR Resonator Oscillator in Above-IC Technology". IEEE Int. Solid State Circuits Conf. -Dig. Tech. Pap. 2 (3): 1228–1235.
22. ↑  Östman, K.B.; et., al (2006). "Novel VCO architecture using series above-IC FBAR and parallel LC resonance". IEEE J. Solid-State Circuits. 41 (10): 2248–2256. Bibcode:2006IJSSC..41.2248O. doi:10.1109/JSSC.2006.881567.
23. ↑   {{cite book}}: Empty citation (help)
24. ↑  Aigner, R.; Ellä, J.; Timme, H.J.; Elbrecht, L.; Nessler, W.; Marksteiner, S. (2002). "Advancement of MEMS into RF-filter Applications". IEEE IEDM Proceedings: 897–900.
25. ↑   {{cite book}}: Empty citation (help)
26. ↑  "Saiwei Electronics-BAW Filter Passed Verification and Started Trial Production". 2 April 2022.
27. ↑  "China reportedly overcomes BAW filter chokepoint, sparking speculations of Huawei 5G phone's return". 11 August 2023.
28. ↑  "Sorex Sensors Ltd. spin-out of University of Cambridge".
29. ↑  "Sorex Sensors Ltd., company web page".
30. ↑  Haider, Syed T.; Shah, Muhammad A.; Lee, Duck-Gyu; Hur, Shin (2023). "A Review of the Recent Applications of Aluminum Nitride-Based Piezoelectric Devices". IEEE Access. 11: 58779–58795. Bibcode:2023IEEEA..1158779H. doi:10.1109/ACCESS.2023.3276716.
31. ↑  Guo, H.; Li, J.; Liu, T.; Feng, M.; Gao, Y. (2022). "Design and Optimization of a BAW Microphone Sensor". Micromachines. 13 (6): 893. doi:10.3390/mi13060893. PMC 9227324. PMID 35744507.